# Ostra Góra (wieś)
Ostra Góra – wieś w Polsce, położona w województwie podlaskim, w powiecie sokólskim, w gminie Korycin.
W latach 1975–1998 wieś administracyjnie należała do województwa białostockiego.
Wieś królewska ekonomii grodzieńskiej położona była w końcu XVIII wieku  w powiecie grodzieńskim województwa trockiego. 
Znajduje się 4 km od drogi krajowej nr 8 (Białystok - Augustów).
Wierni kościoła rzymskokatolickiego należą do parafii Znalezienia i Podwyższenia Krzyża Świętego w Korycinie.